# Esquibien
Esquibien is een plaats en voormalige gemeente in het Franse departement Finistère, in de regio Bretagne. De plaats maakt deel uit van het arrondissement Quimper. Op 1 januari 2016 werd de gemeente Esquibien opgeheven en gefuseerd met de gemeente Audierne tot een nieuwe gemeente, eveneens Audierne geheten. 

## Geografie
De onderstaande kaart toont de ligging van Esquibien met de belangrijkste infrastructuur en aangrenzende gemeenten.

## Demografie
Onderstaande figuur toont het verloop van het inwonertal (bron: INSEE-tellingen).
1. ↑  Populations légales 2018.